# Hostages (film)
Pour les articles homonymes, voir Hostages.
Pour plus de détails, voir Fiche technique et Distribution.
Hostages (მძევლები, Zalozhniki) est un film russo-géorgien réalisé par Rezo Gigineishvili, sorti en 2017. Il est présenté à la Berlinale 2017 en section Panorama.
Le film est basé sur le détournement du vol 6833 (en) d'Aeroflot qui a eu lieu le 18 novembre 1983.

## Synopsis
En République socialiste soviétique de Géorgie au début des années 1980, sept jeunes gens décident de fuir un régime sans liberté. Pour cela, ils décident de détourner un avion.

## Fiche technique
- Titre : Hostages
- Titre original : მძევლები (Zalozhniki)
- Réalisation : Rezo Gigineishvili
- Scénario : Rezo Gigineishvili et Lasha Bugadze
- Costumes : Tinatin Kvinikadze
- Photographie : Vladislav Opelyants
- Montage : Andreï Gamov et Jaroslaw Kaminski
- Musique : Giya Kancheli
- Pays d'origine : Géorgie, Russie
- Format : Couleurs - 35 mm - 2,35:1
- Genre : drame et historique
- Durée : 103 minutes
- Dates de sortie :
  -  Allemagne : 10 février 2017 (Berlinale 2017)
  -  Géorgie : 20 avril 2017
  -  France : 2 août 2017

## Distribution
- Irakli Kvirikadze : Nika
- Tinatin Dalakishvili : Anna
- Avtandil Makharadze : Shota
- Merab Ninidze : Levan
- Darejan Kharshiladze : Nino
- Giga Datiashvili : Koka
- Giorgi Khurtsilava : Lasha
- Giorgi Grdzelidze : Sandro
- Giorgi Tabidze : Oto
- Vakho Chachanidze : Irakli
- Kato Kalatozishvili : Tamouna
- Nadejda Mikhalkova : Maya

## Sortie

### Accueil critique
En France, le site Allociné recense une moyenne des critiques presse de 2,7/5, et des critiques spectateurs à 3,3/5.
Pour Thomas Sotinel du Monde, « Hostages mérite d'être vu parce qu'il pose un regard sur l'un des événements les plus symptomatiques de la décomposition à venir de l'URSS. ».

## Distinctions

### Récompense
- Kinotavr 2017 : Prix de la mise en scène[3].

### Sélection
- Berlinale 2017 : en section Panorama.